# Strategy Action Game Engine
Lo Strategy Action Game Engine (noto anche come SAGE) è un motore grafico utilizzato dalla Westwood Studios e dalla Electronic Arts per lo sviluppo di videogiochi strategici in tempo reale.
La prima versione del motore grafico prese il nome di W3D (Westwood 3D), ed era una versione molto modificata del SurRender 3D engine sviluppato dalla Hybrid Graphics Ltd.
Westwood ha utilizzato W3D per Emperor: Battle for Dune e lo aggiornò per Command & Conquer: Renegade.
Dopo l'acquisizione di Westwood da parte della Electronic Arts, il motore grafico è stato aggiornato per l'uso in Command & Conquer: Generals e rinominato in Strategy Action Game Engine. La parte di generazione della grafica rimase immutata ma molti elementi grafici vennero ridisegnati; è stata inoltre aggiunta la gestione della illuminazione dinamica al fine di generare ombre e riflessioni realistiche.
L'ultima versione, denominata RNA, è stata utilizzata per Red Alert 3 e Command & Conquer 4.

## Motore grafico W3D
- Emperor: Battle for Dune - senza nessun SDK per la creazione di mod
- Earth & Beyond
- Command & Conquer: Renegade
- Command & Conquer: Renegade 2 (annullato)

## Motore grafico SAGE
- Command & Conquer: Generals
  - Command & Conquer: Generals - Zero Hour
- Il Signore degli Anelli: La battaglia per la Terra di Mezzo
- Il Signore degli Anelli: La battaglia per la Terra di Mezzo 2
  - Il Signore degli Anelli: La battaglia per la Terra di Mezzo 2: L'ascesa del Re stregone
- Command & Conquer 3: Tiberium Wars
  - Command & Conquer 3: Kane's Wrath

## Motore grafico RNA
- Command & Conquer: Red Alert 3
  - Command & Conquer Red Alert 3: Uprising
- Command & Conquer 4: Tiberian Twilight